# Charles Pickel
Charles Monginda Pickel (Soletta, 15 maggio 1997) è un calciatore congolese (Repubblica Democratica del Congo) con cittadinanza svizzera, centrocampista della Cremonese e della nazionale congolese (Repubblica Democratica del Congo).

## Biografia
Pickel è nato a Soletta da madre congolese e padre svizzero.

## Carriera

### Club
Il 22 luglio 2022 viene acquistato dalla Cremonese. L'8 agosto esordisce con i grigiorossi nella sfida dei sedicesimi di Coppa Italia, vinta per 3-2 sulla Ternana. Dopo sei giorni esordisce anche nel campionato di serie A, nella trasferta in casa della Fiorentina, persa per 3-2. Sigla il primo gol grigiorosso e in massima serie nel pareggio per 2-2 contro lo Spezia del 15 ottobre seguente. Il 17 gennaio 2023 negli ottavi di finale di Coppa Italia in casa del Napoli segna il gol del momentaneo vantaggio, nella sfida che poi i grigiorossi vinceranno ai tiri di rigore.
Il 3 settembre 2023 segna la sua prima rete nel campionato di serie B, nel pareggio interno con la Sampdoria per 1-1.

### Nazionale
Pickel ha giocato nelle selezioni svizzere Under-18, Under-19 e Under-20.
In seguito, ha scelto di rappresentare la RD del Congo, paese di origine della madre, da cui è stato convocato per la prima volta nell'agosto del 2023. Il 9 settembre ha esordito nella selezione congolese nell'incontro vinto per 2-0 contro il Sudan. Ha partecipato alla Coppa d'Africa 2023 giocata in Costa d'Avorio nel gennaio 2024.
Il 25 marzo 2025 ha realizzato la sua prima rete in nazionale nel successo esterno contro la Mauritania (0-2).

## Statistiche

### Presenze e reti nei club
Statistiche aggiornate al 12 novembre 2024.
| Stagione            | Squadra             | Campionato          | Campionato | Campionato | Coppe nazionali | Coppe nazionali | Coppe nazionali | Coppe continentali | Coppe continentali | Coppe continentali | Altre coppe | Altre coppe | Altre coppe | Totale | Totale | Totale |
| Stagione            | Squadra             | Comp                | Pres       | Reti       | Comp            | Pres            | Reti            | Comp               | Pres               | Reti               | Comp        | Pres        | Reti        | Pres   | Reti   |        |
| ------------------- | ------------------- | ------------------- | ---------- | ---------- | --------------- | --------------- | --------------- | ------------------ | ------------------ | ------------------ | ----------- | ----------- | ----------- | ------ | ------ | ------ |
| 2014-2015           | Basilea II          | SL                  | 8          | 0          | -               | -               | -               | -                  | -                  | -                  | -           | -           | -           | 8      | 0      |        |
| 2015-2016           | Basilea II          | SL                  | 18         | 2          | -               | -               | -               | -                  | -                  | -                  | -           | -           | -           | 18     | 2      |        |
| 2016-gen. 2017      | Basilea II          | SL                  | 12         | 1          | -               | -               | -               | -                  | -                  | -                  | -           | -           | -           | 12     | 1      |        |
| Totale Basilea II   | Totale Basilea II   | Totale Basilea II   | 38         | 3          |                 | -               | -               |                    | -                  | -                  |             | -           | -           | 38     | 3      |        |
| 2015-2016           | Basilea             | SL                  | 2          | 0          | CS              | 0               | 0               | UCL                | -                  | -                  | -           | -           | -           | 2      | 0      |        |
| 2016-gen. 2017      | Basilea             | SL                  | 1          | 0          | CS              | 0               | 0               | UCL                | -                  | -                  | -           | -           | -           | 1      | 0      |        |
| Totale Basilea      | Totale Basilea      | Totale Basilea      | 3          | 0          |                 | 0               | 0               |                    | -                  | -                  |             | -           | -           | 3      | 0      |        |
| gen.-giu. 2017      | Grasshoppers        | SL                  | 12         | 0          | CS              | -               | -               | -                  | -                  | -                  | -           | -           | -           | 12     | 0      |        |
| 2017-gen. 2018      | Grasshoppers        | SL                  | 7          | 0          | CS              | 2               | 0               | -                  | -                  | -                  | -           | -           | -           | 9      | 0      |        |
| gen.-giu. 2018      | Sciaffusa           | CL                  | 14         | 0          | CS              | -               | -               | -                  | -                  | -                  | -           | -           | -           | 14     | 0      |        |
| lug.-ago. 2018      | Grasshoppers        | SL                  | 1          | 0          | CS              | 0               | 0               | -                  | -                  | -                  | -           | -           | -           | 1      | 0      |        |
| Totale Grasshoppers | Totale Grasshoppers | Totale Grasshoppers | 20         | 0          |                 | 2               | 0               |                    | -                  | -                  |             | -           | -           | 22     | 0      |        |
| ago. 2018-2019      | Neuchâtel Xamax     | SL                  | 26+2       | 2          | CS              | 2               | 0               | -                  | -                  | -                  | -           | -           | -           | 30     | 2      |        |
| 2019-2020           | Grenoble            | L2                  | 26         | 1          | CF+CdL          | 1+1             | 0               | -                  | -                  | -                  | -           | -           | -           | 28     | 1      |        |
| 2020-2021           | Grenoble            | L2                  | 35+2       | 1          | CF              | 2               | 0               | -                  | -                  | -                  | -           | -           | -           | 39     | 1      |        |
| ago. 2021           | Grenoble            | L2                  | 3          | 1          | CF              | 0               | 0               | -                  | -                  | -                  | -           | -           | -           | 3      | 1      |        |
| Totale Grenoble     | Totale Grenoble     | Totale Grenoble     | 64+2       | 3          |                 | 4               | 0               |                    | -                  | -                  |             | -           | -           | 70     | 3      |        |
| 2021-2022           | Famalicão           | PL                  | 29         | 0          | CP+CdL          | 3+2             | 0               | -                  | -                  | -                  | -           | -           | -           | 34     | 0      |        |
| 2022-2023           | Cremonese           | A                   | 33         | 1          | CI              | 5               | 1               | -                  | -                  | -                  | -           | -           | -           | 38     | 2      |        |
| 2023-2024           | Cremonese           | B                   | 27+4       | 3          | CI              | 1               | 1               | -                  | -                  | -                  | -           | -           | -           | 32     | 4      |        |
| 2024-2025           | Cremonese           | B                   | 31+2       | 2          | CI              | 1               | 0               | -                  | -                  | -                  | -           | -           | -           | 34     | 2      |        |
| Totale Cremonese    | Totale Cremonese    | Totale Cremonese    | 91+6       | 6          |                 | 7               | 2               |                    | -                  | -                  |             | -           | -           | 104    | 8      |        |
| Totale carriera     | Totale carriera     | Totale carriera     | 285+10     | 14         |                 | 20              | 2               |                    | -                  | -                  |             | -           | -           | 315    | 16     |        |

### Cronologia presenze e reti in nazionale
| Cronologia completa delle presenze e delle reti in nazionale ― RD del Congo | Cronologia completa delle presenze e delle reti in nazionale ― RD del Congo | Cronologia completa delle presenze e delle reti in nazionale ― RD del Congo | Cronologia completa delle presenze e delle reti in nazionale ― RD del Congo | Cronologia completa delle presenze e delle reti in nazionale ― RD del Congo | Cronologia completa delle presenze e delle reti in nazionale ― RD del Congo | Cronologia completa delle presenze e delle reti in nazionale ― RD del Congo | Cronologia completa delle presenze e delle reti in nazionale ― RD del Congo |
| Data                                                                        | Città                                                                       | In casa                                                                     | Risultato                                                                   | Ospiti                                                                      | Competizione                                                                | Reti                                                                        | Note                                                                        |
| --------------------------------------------------------------------------- | --------------------------------------------------------------------------- | --------------------------------------------------------------------------- | --------------------------------------------------------------------------- | --------------------------------------------------------------------------- | --------------------------------------------------------------------------- | --------------------------------------------------------------------------- | --------------------------------------------------------------------------- |
| 9-9-2023                                                                    | Kinshasa                                                                    | RD del Congo                                                                | 2 – 0                                                                       | Sudan                                                                       | Qual. Coppa d'Africa 2023                                                   | -                                                                           | 58’                                                                         |
| 12-9-2023                                                                   | Soweto                                                                      | Sudafrica                                                                   | 1 – 0                                                                       | RD del Congo                                                                | Amichevole                                                                  | -                                                                           | 72’ 90+1’                                                                   |
| 13-10-2024                                                                  | Murcia                                                                      | Nuova Zelanda                                                               | 1 – 1                                                                       | RD del Congo                                                                | Qual. Mondiali 2026                                                         | -                                                                           | 90’                                                                         |
| 15-11-2023                                                                  | Kinshasa                                                                    | RD del Congo                                                                | 2 – 0                                                                       | Mauritania                                                                  | Qual. Mondiali 2026                                                         | -                                                                           |                                                                             |
| 19-11-2023                                                                  | Bengasi                                                                     | Sudan                                                                       | 1 – 0                                                                       | RD del Congo                                                                | Qual. Mondiali 2026                                                         | -                                                                           | [ 15 ]                                                                      |
| 6-1-2024                                                                    | Dubai                                                                       | RD del Congo                                                                | 0 – 0                                                                       | Angola                                                                      | Amichevole                                                                  | -                                                                           | 60’                                                                         |
| 10-1-2024                                                                   | Abu Dhabi                                                                   | RD del Congo                                                                | 1 – 2                                                                       | Burkina Faso                                                                | Amichevole                                                                  | -                                                                           | 65’                                                                         |
| 17-1-2024                                                                   | San-Pédro                                                                   | RD del Congo                                                                | 1 – 1                                                                       | Zambia                                                                      | Coppa d'Africa 2023 - 1º turno                                              | -                                                                           |                                                                             |
| 21-1-2024                                                                   | San-Pédro                                                                   | Marocco                                                                     | 1 – 1                                                                       | RD del Congo                                                                | Coppa d'Africa 2023 - 1º turno                                              | -                                                                           | 89’                                                                         |
| 24-1-2024                                                                   | Korhogo                                                                     | Tanzania                                                                    | 0 – 0                                                                       | RD del Congo                                                                | Coppa d'Africa 2023 - 1º turno                                              | -                                                                           | 9’ 68’                                                                      |
| 28-1-2024                                                                   | San-Pedro                                                                   | Egitto                                                                      | 1 – 1 dts (7 - 8 dtr)                                                       | RD del Congo                                                                | Coppa d'Africa 2023 - Ottavi di finale                                      | -                                                                           | 79’                                                                         |
| 2-2-2024                                                                    | Abidjan                                                                     | RD del Congo                                                                | 3 – 1                                                                       | Guinea                                                                      | Coppa d'Africa 2023 - Quarti di finale                                      | -                                                                           |                                                                             |
| 7-2-2024                                                                    | Abidjan                                                                     | Costa d'Avorio                                                              | 1 – 0                                                                       | RD del Congo                                                                | Coppa d'Africa 2023 - Semifinale                                            | -                                                                           | 70’                                                                         |
| 6-6-2024                                                                    | Diamniadio                                                                  | Senegal                                                                     | 1 – 1                                                                       | RD del Congo                                                                | Qual. Mondiali 2026                                                         | -                                                                           | 73’                                                                         |
| 9-6-2024                                                                    | Kinshasa                                                                    | RD del Congo                                                                | 1 – 0                                                                       | Togo                                                                        | Qual. Mondiali 2026                                                         | -                                                                           | 46’                                                                         |
| 6-9-2024                                                                    | Kinshasa                                                                    | RD del Congo                                                                | 1 – 0                                                                       | Guinea                                                                      | Qual. Coppa d'Africa 2025                                                   | -                                                                           | 80’                                                                         |
| 9-9-2024                                                                    | Dar-es-Salaam                                                               | Etiopia                                                                     | 0 – 2                                                                       | RD del Congo                                                                | Qual. Coppa d'Africa 2025                                                   | -                                                                           | 80’                                                                         |
| 10-10-2024                                                                  | Kinshasa                                                                    | RD del Congo                                                                | 1 – 0                                                                       | Tanzania                                                                    | Qual. Coppa d'Africa 2025                                                   | -                                                                           |                                                                             |
| 15-10-2024                                                                  | Dar es Salaam                                                               | Tanzania                                                                    | 0 – 2                                                                       | RD del Congo                                                                | Qual. Coppa d'Africa 2025                                                   | -                                                                           |                                                                             |
| 16-11-2024                                                                  | Abidjan                                                                     | Guinea                                                                      | 1 – 0                                                                       | RD del Congo                                                                | Qual. Coppa d'Africa 2025                                                   | -                                                                           | 60’                                                                         |
| 21-3-2025                                                                   | Kinshasa                                                                    | RD del Congo                                                                | 1 – 0                                                                       | Sudan del Sud                                                               | Qual. Mondiali 2026                                                         | -                                                                           | 61’                                                                         |
| 25-3-2025                                                                   | Nouakchott                                                                  | Mauritania                                                                  | 0 – 2                                                                       | RD del Congo                                                                | Qual. Mondiali 2026                                                         | 1                                                                           |                                                                             |
| 5-6-2025                                                                    | Orléans                                                                     | RD del Congo                                                                | 1 – 0                                                                       | Mali                                                                        | Amichevole                                                                  | -                                                                           | 70’                                                                         |
| 8-6-2025                                                                    | Orléans                                                                     | RD del Congo                                                                | 3 – 1                                                                       | Madagascar                                                                  | Amichevole                                                                  | -                                                                           | 75’                                                                         |
| Totale                                                                      |                                                                             | Presenze                                                                    | 24                                                                          |                                                                             | Reti                                                                        | 1                                                                           |                                                                             |